# 女狭穂塚古墳

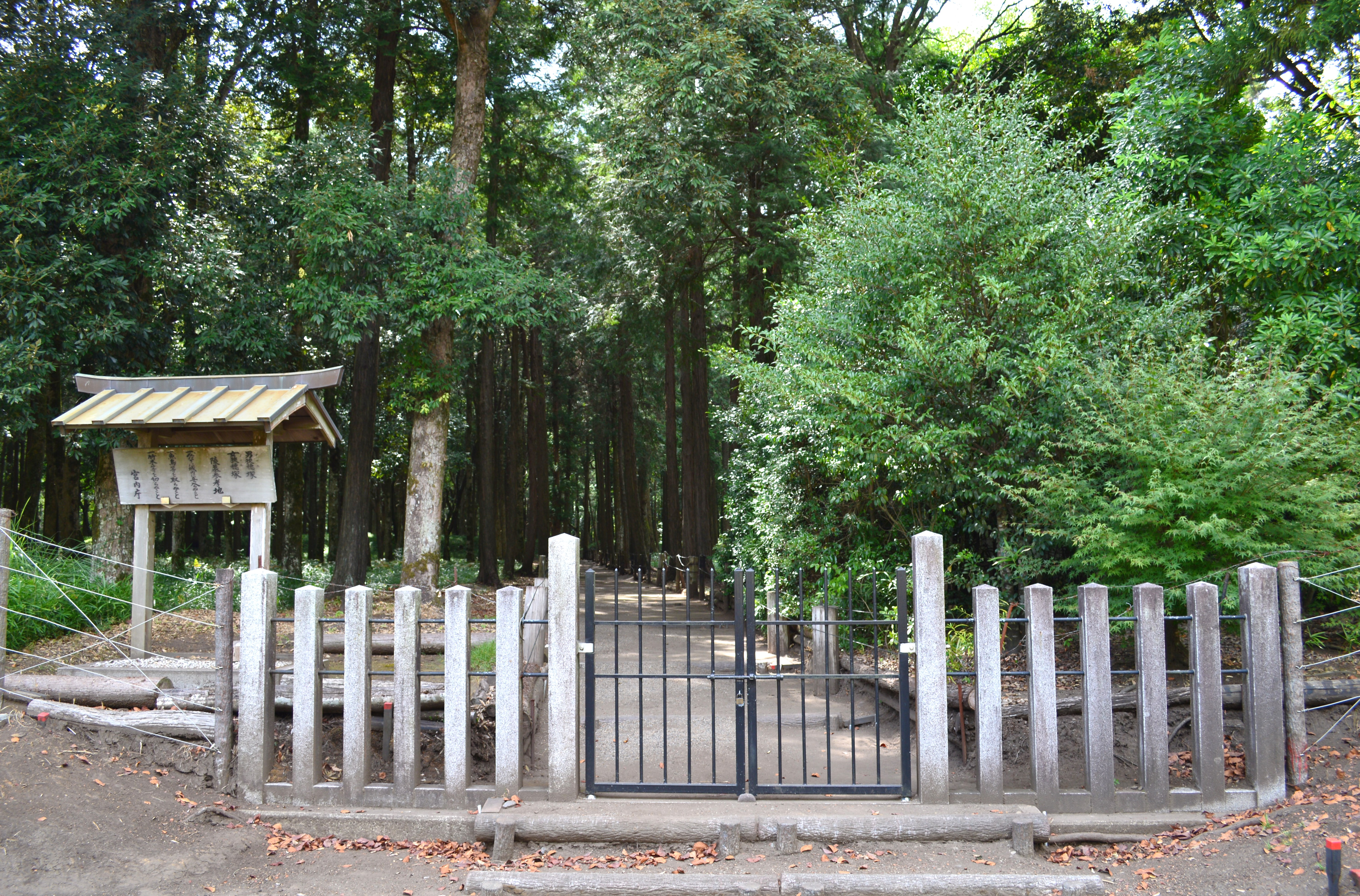
男狭穂塚・女狭穂塚陵墓参考地 入り口

女狭穂塚古墳（めさほづかこふん）は、宮崎県西都市三宅にある古墳。形状は前方後円墳。西都原古墳群（うち丸山支群）を構成する古墳の1つ。
実際の被葬者は明らかでないが、宮内庁により「女狭穂塚陵墓参考地」（被葬候補者：木花開耶姫）として陵墓参考地に治定されており、北側の男狭穂塚陵墓参考地（男狭穂塚古墳）と隣接する。
男狭穂塚古墳とともに九州地方では最大規模の古墳で、5世紀前半（古墳時代中期）頃の築造と推定される。

## 概要
| 古墳群 | 古墳名       | 形状         | 墳丘長   | 築造時期         |
| ------ | ------------ | ------------ | -------- | ---------------- |
| 生目   | 生目1号墳    | 前方後円墳   | 120m以上 | 4c前半 (4c後半?) |
| 生目   | 生目3号墳    | 前方後円墳   | 137m     | 4c中葉           |
| 生目   | 生目22号墳   | 前方後円墳   | 100m以上 | 4c後半           |
| 唐仁   | 唐仁大塚古墳 | 前方後円墳   | 154m     | 4c末             |
| 西都原 | 男狭穂塚古墳 | 帆立貝形古墳 | 176m     | 5c前半           |
| 西都原 | 女狭穂塚古墳 | 前方後円墳   | 176m     | 5c前半           |
| (単独) | 横瀬古墳     | 前方後円墳   | 134m     | 5c中葉           |

宮崎県中部、一ツ瀬川中流域右岸の洪積台地（西都原台地）中央部に築造された大型前方後円墳である。台地上では320基以上からなる九州地方最大規模の西都原古墳群の営造が知られ、古墳群で最大規模の本古墳と男狭穂塚古墳は陪塚3基とともに丸山支群を形成する。現在は宮内庁治定の陵墓参考地として同庁の管理下にあるが、これまでに宮崎県教育委員会による立ち入り測量調査・立ち入り地中レーダー探査等が実施されている。
墳形は前方後円形で、前方部を南東方に向ける。墳丘は3段築成。墳丘長は176メートルを測り、男狭穂塚古墳（帆立貝形古墳）とほぼ等しく九州地方では最大規模になる。墳丘外表では円筒埴輪・形象埴輪が検出されている。墳丘周囲には二重周堀が巡らされるが、外壕は西-南側のみで一周はしない。埋葬施設は明らかでない。また周囲古墳のうちでは、西都原169号墳・西都原171号墳が本古墳の陪塚と推測される。
この女狭穂塚古墳は、男狭穂塚古墳とほぼ同時期の古墳時代中期の5世紀前半頃の築造と推定される。それまでの西都原古墳群では台地縁辺部において6つの首長墓系列が並立していたが、台地中央部に築造された男狭穂塚・女狭穂塚両古墳はそれらを統合するような様相を示す。しかしながら西都原で両古墳に続く古墳は規模を大きく縮小し、次の南九州の盟主墳は横瀬古墳（鹿児島県曽於郡大崎町）に移動することとなる。
なお、西都原古墳群の古墳域は1934年（昭和9年）に国の史跡に、1952年（昭和27年）に国の特別史跡に指定されているが、男狭穂塚古墳・女狭穂塚古墳の古墳域は陵墓参考地に治定されている関係で史跡には含まれていない。

## 遺跡歴
- 1895年（明治28年）、宮内省（現・宮内庁）により陵墓参考地に治定[8]。
- 1926年（大正15年）、測量調査（1929年（昭和4年）製図）[4]。
- 1997年度（平成9年度）、立ち入り測量調査（宮崎県教育委員会）[4]。
- 2004-2006年度（平成16-18年度）、立ち入り地中レーダー探査（宮崎県教育委員会）[5]。
- 2009-2010年度（平成21-22年度）、立ち入り地中レーダー探査（宮崎県教育委員会）[6]。

## 墳丘

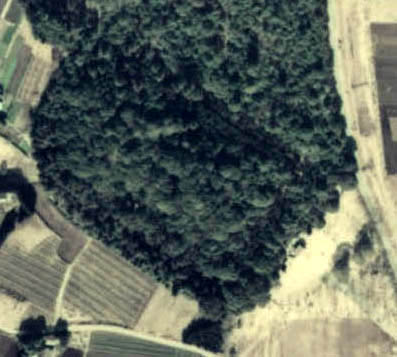
女狭穂塚古墳の航空写真
（1974年度）。

墳丘の規模は次の通り（1997年度（平成9年度）の測量調査による現況値）。
- 墳丘長：176.3メートル
- 後円部 - 3段築成。
  - 直径：96.1メートル
  - 高さ：14.6メートル
- くびれ部
  - 幅：71.1メートル
- 前方部 - 3段築成。
  - 幅：109.5メートル
  - 高さ：12.8メートル
- 内壕
  - 幅：14-18メートル
- 周堤帯
  - 幅：15-18メートル
- 外壕

男狭穂塚古墳・女狭穂塚古墳の築造を巡っては、近接して立地することもあり、これまでに次の諸説が挙げられていた。
- 男狭穂塚が先行古墳で、女狭穂塚の築造に際して男狭穂塚前方部を破壊したとする説。
- 女狭穂塚が先行古墳で、男狭穂塚の築造途中に女狭穂塚との重複可能性により男狭穂塚前方部の築造を停止したとする説。
- 男狭穂塚・女狭穂塚とも完結しており、重複はないとする説。

以上に関して宮崎県教育委員会による立ち入り地中レーダー探査（墳丘部除く）の結果によれば、男狭穂塚古墳・女狭穂塚古墳には重複関係はなかったとされる。
男狭穂塚古墳・女狭穂塚古墳が台地中央部に築造されたのは、西から伸びる小丘陵先端部を利用することによる土量確保のためと見られ、限られた選地の中で両古墳の築造が最大限かつ等墳丘長で企画された点が注目される。その176メートルという墳丘長は、九州地方全体でも後続の唐仁大塚古墳（鹿児島県肝属郡東串良町、154メートル）を大きく引き離す規模になる。
なお周堀のうち外壕は西-南側のみで一周しないため、元の地形から区画する目的であったとされる。

## 出土品
女狭穂塚古墳からの出土品としては、円筒埴輪・形象埴輪（家形・鶏形・盾形・冑形・肩甲形・短甲形・草摺形埴輪）がある。円筒埴輪は器壁が厚い、突帯端面が重厚、淡褐色（ベージュ色）、黒斑を有するという特徴を示し、野焼き焼成と見られる。男狭穂塚古墳の出土埴輪とは時期的には非常に近接するが、そちらは異なる製作技法（窖窯焼成）である点が注目される。西都原古墳群の丸山支群では、170号墳出土埴輪は男狭穂塚系列、169号墳・171号墳出土埴輪は女狭穂塚系列に位置づけられるが、男狭穂塚系列は非畿内的埴輪、女狭穂塚系列は畿内的埴輪とされる。
なお、西都原古墳群では丸山支群のほかには101号墳・寺原古墳・212号墳で埴輪の出土が知られ、いずれも女狭穂塚系列に属する。一方、男狭穂塚系列の埴輪は周辺の大型前方後円墳で採用が知られる。

## 被葬者
女狭穂塚・男狭穂塚の両古墳とも実際の被葬者は明らかになっていない。現在宮内庁では被葬者を特に定めずともに陵墓参考地と治定し、女狭穂塚に木花開耶姫、男狭穂塚にその夫の瓊瓊杵尊を当てている。
一説に、古墳は仲津山古墳を元に築造されており、被葬者を女狭穂塚には第16代仁徳天皇妃の日向髪長媛（ヒムカノカミナガヒメ）、男狭穂塚にはその父の諸県君牛諸（モロカタキミウシモロ、『古事記』では「牛諸」、『日本書紀』では「牛諸井」）とするものがある（北郷泰道 - 宮崎県立西都原考古博物館主幹）。

## 陪塚
男狭穂塚古墳・女狭穂塚古墳の周辺では、円墳2基（西都原169号墳・西都原170号墳）・方墳1基（西都原171号墳）の計3基の古墳が築造されており、いずれも男狭穂塚古墳または女狭穂塚古墳の陪塚（陪冢）と推測される（いずれも陵墓参考地治定外）。本項目では女狭穂塚古墳と関係が深いと見られる西都原169号墳・西都原171号墳について解説する（西都原170号墳については「男狭穂塚古墳#陪塚」参照）。
西都原169号墳
- 形状：円墳
- 規模：直径49メートル、高さ6.5メートル、周堀幅7.5-10メートル
- 調査歴：1912年（大正元年）発掘調査、1998-2003年（平成10-15年）宮崎県教育委員会による再調査

男狭穂塚古墳の西側に位置する。西都原170号墳と並び、西都原古墳群では最大級の円墳である。墳丘は3段築成。墳丘外表では、墳頂・テラスに円筒埴輪列が、斜面に葺石が認められているほか、形象埴輪（壺形・家形・蓋形・盾形・靫形・甲形・冑形・船形埴輪）が樹立したとされる。埋葬施設は不明であるが木棺直葬の可能性が高いとされ、発掘調査では小型珠文鏡・直刀・刀子・鉄斧・銅釧・竹櫛・鉄鏃等が検出されている。以上より、築造年代は5世紀前半頃と推定される。男狭穂塚古墳に近い位置であるが、出土埴輪の特徴は女狭穂塚古墳と酷似する。なお、かつて埴輪子持家（国の重要文化財）および埴輪船（国の重要文化財）がこの169号墳出土とされていたが、再調査により170号墳出土と確認されている。
西都原171号墳
- 形状：方墳
- 規模：一辺約20.8メートル
- 調査歴：1912年（大正元年）発掘調査、1998-2001年（平成10-13年）宮崎県教育委員会による再調査

女狭穂塚古墳の西側に位置する。西都原古墳群では2基しかない方墳の1つ（もう1基は常心塚古墳 - 西都市上三財）。墳丘は2段築成。墳丘外表では、葺石のほか墳頂・テラスに円筒埴輪列が認められているほか、壺形埴輪・形象埴輪（家形・盾形・蓋形・短甲形埴輪）が検出されている。墳丘の北西-南西-南東の3辺には周堀が巡らされる。以上より、築造年代は5世紀前半頃と推定される。位置および出土埴輪から女狭穂塚古墳の陪塚と推測されるほか、女狭穂塚古墳と相似形の仲津山古墳（大阪府藤井寺市）の陪塚が方墳であることとの関連性が指摘される。

## 現地情報
所在地
- 宮崎県西都市大字三宅

域内への立ち入り
- 陵墓参考地のため通常時の域内への立ち入りは出来ないが、西都古墳まつり（毎年11月初旬）2日目の特別参拝時にのみ立ち入りが許可される[12]。

交通アクセス
- 宮交シティバスターミナルから、宮崎交通バス（西都原考古博物館前行または西都・西都原行）で「西都原考古博物館前」バス停下車（または「西都バスセンター」バス停下車後タクシー利用）

周辺
- 宮崎県立西都原考古博物館 - 男狭穂塚古墳・女狭穂塚古墳の墳丘模型等を展示。

## 関連文献
（記事執筆に使用していない関連文献）
- 『西都原171号墳（第1分冊）（特別史跡 西都原古墳群発掘調査報告書 第4集）』宮崎県教育委員会、2003年。 - リンクは奈良文化財研究所「全国遺跡報告総覧」。
- 『西都原171号墳（第2分冊）（特別史跡 西都原古墳群発掘調査報告書 第5集）』宮崎県教育委員会、2004年。 - リンクは奈良文化財研究所「全国遺跡報告総覧」。
- 『西都原169号墳（遺構編）・西都原170号墳（遺構編）（特別史跡 西都原古墳群発掘調査報告書 第7集）』宮崎県教育委員会、2008年。 - リンクは奈良文化財研究所「全国遺跡報告総覧」。
- 『西都原169号墳（遺物編）・西都原170号墳（遺物編）（特別史跡 西都原古墳群発掘調査報告書 第9集）』宮崎県教育委員会、2010年。 - リンクは奈良文化財研究所「全国遺跡報告総覧」。